# NGC 6374
NGC 6374 (NGC 6383) je otvoreni skup u zviježđu Škorpionu. Naknadno je utvrđeno da je NGC 6383 isti otvoreni skup.

## Vanjske poveznice
- (engl.) SEDS: NGC 6374
- (engl.) Hartmut Frommert: Revidirani Novi opći katalog
- (engl.) Izvangalaktička baza podataka NASA-e i IPAC-a
- (engl.) Astronomska baza podataka SIMBAD
- (engl.) VizieR
- (engl.) Auke Slotegraaf: NGC 6374 Deep Sky Observer's Companion
- (engl.) Courtney Seligman: Objekti Novog općeg kataloga: NGC 6350 - 6399